# Castillo Azuchi

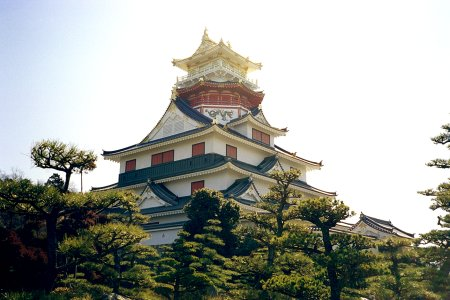
Reproducción del castillo principal de Azuchi.

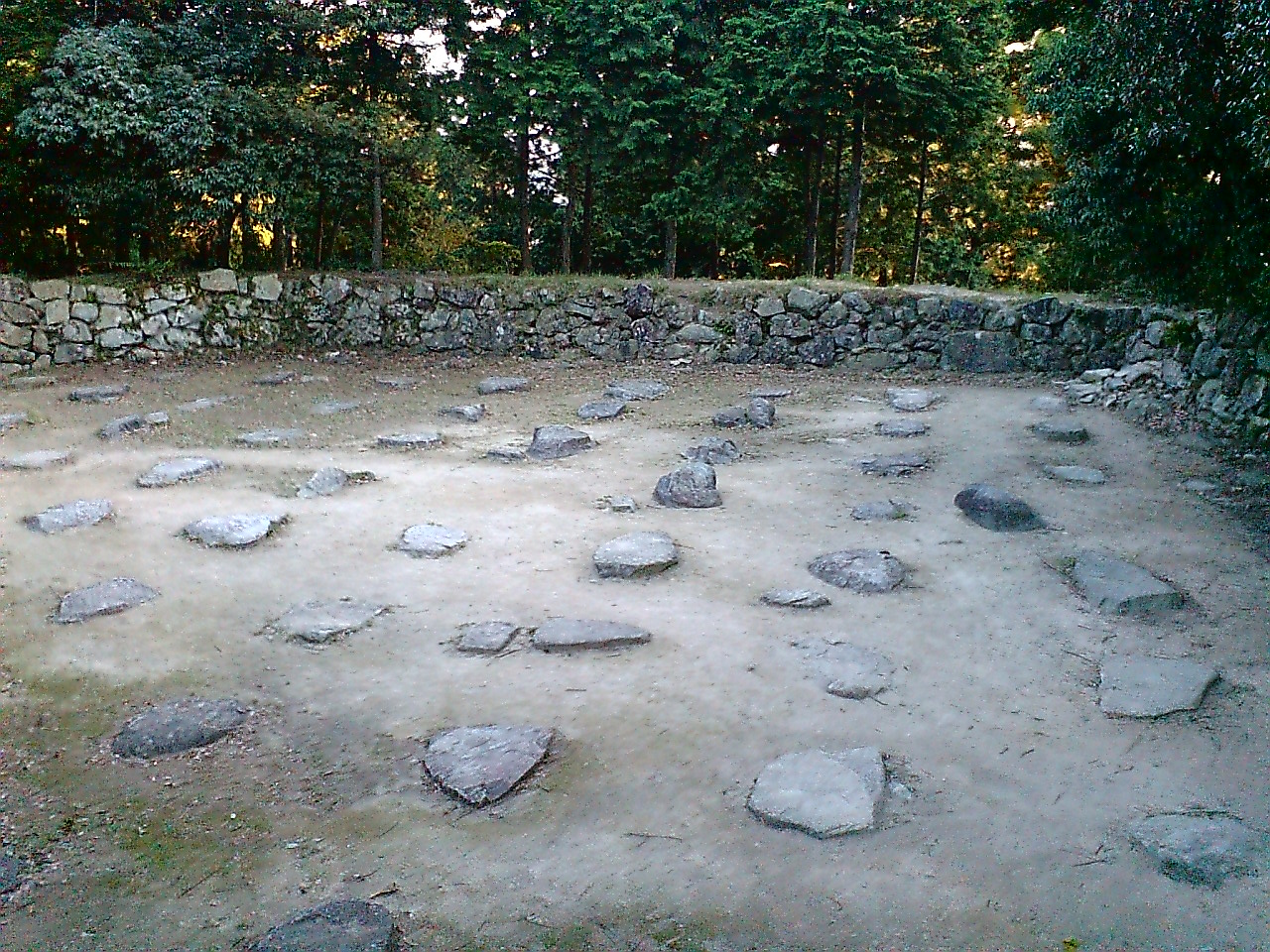
Ruinas del castillo principal.

El castillo Azuchi (安土城 Azuchi-jō?) fue uno de los castillos principales de Oda Nobunaga. Fue construido entre 1576 y 1579 a las orillas del lago Biwa en la provincia Ōmi. Nobunaga lo construyó intencionalmente cerca de Kioto de tal manera que pudiera vigilar los ejércitos que se acercaran, y además, al permanecer fuera de la ciudad, su fortaleza permanecería inmune a los conflictos que ocasionalmente consumían a la capital. Esta ubicación también tenía la ventaja de poder manejar las comunicaciones y las rutas de transporte de los principales adversarios: el clan Uesugi en el norte, el clan Takeda al este y el clan Mōri al oeste. El castillo fue destruido en 1582 por Akechi Mitsuhide tras el asesinato de Nobunaga en el incidente de Honno-ji.
Muchos expertos coinciden en que el castillo de Azuchi fue el detonador para el establecimiento de los primeros castillos modernos de Japón a partir del período Azuchi-Momoyama. Los yamajiro o castillos de colina del período Sengoku eran fortalezas construidas en la misma montaña y colmadas con rocas y tierra, mientras que los castillos de piedra de Nobunaga fueron una revolución en su momento.
El período Azuchi-Momoyama en Japón toma este nombre parcialmente del castillo.

## Historia
A diferencia de castillos y fortalezas construidos con anterioridad, Azuchi no sólo fue concebido como una estructura militar fría y oscura, sino que Nobunaga ideó una lujosa mansión, que impresionara e intimidara a sus rivales, no solo por sus defensas, sino también con decoraciones y habitaciones llenas de lujo, en una ciudad floreciente con una marcada vida religiosa. El Tenshukaku (castillo principal), más que representar el centro de defensa del castillo, era una construcción de 7 pisos de altura, que contenía salones de audiencias, cuartos privados, oficinas y diversos tesoros, tal como un castillo real. Además el castillo Azuchi era el primero en contar con un piso superior octagonal. El castillo Azuchi, a diferencia de la mayoría de los demás que tenían muros pintados de blanco o negro, estaba decorado con tigres y dragones coloridos. Muchas de las pinturas que decoraron el castillo fueron realizadas por Kanō Eitoku, siguiendo el estilo de la Escuela Kanō de pintura japonesa.
El castillo Azuchi tenía cinco características primordiales que lo distinguían de castillos anteriores: primeramente era un edificio masivo, los muros del castillo rondaban entre los 18 y 24 pies de grosor (entre 5 metros y medio y 6 metros y medio aproximadamente). La segunda característica es el uso predominante de piedra. Los muros fueron construidos de grandes piedras de granito, las cuales se encajaron cuidadosamente sin el uso de mortero. Una tercera innovación era la gran altura de la torre central (donjon), lo cual permitía mayor visibilidad para utilizar armas de fuego en contra de las fuerzas invasoras. La cuarta era que contaba con ciudadelas interiores repartidas de forma irregular, lo cual brindaba muchas posiciones defensivas en contra de los intrusos. Por último y quizá la más distintiva era la posición en que se encontraba. La gran mayoría de los constructores creían que los castillos asentados a las laderas de las montañas y rodeados de amplia vegetación contaban con mejores defensas. El castillo Azuchi se construyó en un llano para tener completa visibilidad si se acercaba algún enemigo.
Nobunaga deseaba un castillo-ciudad completo, con hogares bien defendidos para sus generales, un templo budista además de que las casas de los comuneros se encontraran a poca distancia a las orillas del lago. Al principio tuvo problemas en convencer a la gente para que se trasladaran a la nueva ubicación. En el verano de 1577 estableció un estatuto municipal donde garantizaba a los residentes inmunidad de impuestos, de aranceles por cuestión de transporte o construcciones, además de que forzó a todos los que viajaban por el camino de Nakasendō a que se alojaran por las noches allí, además de que fomentó el desarrollo del comercio para los que habitaban dentro del complejo. Por allá del 1582 los habitantes de este castillo se encontraban cerca de las 5000 personas.
Adicionalmente, a manera de recibimiento de los poderosos nuevos miembros políticos, tales como Tokugawa Ieyasu y Nagahide Niwa, el castillo Azuchi fue el anfitrión de un evento en 1579 que se conoce como el Debate religioso de Azuchi (安土宗論, Azuchi shūron), que se celebró entre los líderes de las sectas del budismo Nichiren y Jōdo.
En el verano de 1582, justo después de la muerte de Nobunaga, el castillo fue atacado por las fuerzas de Akechi Mitsuhide, quien traicionó a Nobunaga. El castillo fue incendiado aunque algunos aseguraban que esto había sido obra de alguno de los habitantes o incluso alguno de los hijos de Nobunaga, sin embargo Akechi nunca pudo ocupar el castillo.
El período Azuchi-Momoyama de la historia de Japón toma su nombre, en parte de este castillo. Todo lo que permanece al día de hoy es su base de piedra, sin embargo, una reproducción basada en las descripciones e ilustraciones históricas se erigió en la Villa Ise Sengoku, un parque con temática samurái cerca de Ise. Además, una réplica a escala natural de los pisos superiores del donjon se encuentra en el museo Nobunaga no Yakata, cerca de las ruinas del castillo original.
Encarta hizo un recorrido 3D por este castillo.